# Bei unseren Helden an der Somme
Bei unseren Helden an der Somme è un documentario del 1917 prodotto dalla Bild- und Filmamt, l'agenzia istituita dall'Oberste Heeresleitung tedesco durante la prima guerra mondiale a scopi propagandistici. 

## Contesto
Il mezzo cinematografico come strumento di propaganda era ancora poco sfruttato ai tempi della prima guerra mondiale. Con esso si intendeva sensibilizzare l'opinione pubblica verso gli obiettivi di guerra, ritenendolo un mezzo di guerra psicologica che potesse influenzare il maggior numero possibile di persone.
Il Film propagandistico si unì quindi alla caricatura al volantino, alla cartolina postale e al manifesto, non solo come informazione su quanto avveniva al fronte, ma anche nell'intento di sobillare la popolazione verso il nemico ed indurla, anche a livello emotivo,  a mobilitarsi per la guerra.
Il tedesco viene rappresentato come appartenente ad una nazione forte, che, pur essendo costantemente superiore al nemico, pure lo aiuta dopo le sconfitte. A questo scopo obbediscono le scene dei medici tedeschi che soccorrono i soldati nemici feriti, oppure quelle in cui si mostra la fornitura di acqua agli alleati dopo la battaglia. Nello stesso tempo la popolazione non doveva essere spaventata dalla guerra, per cui non si trovano scene di soldati tedeschi feriti o morti, ma solo sicuri della vittoria, combattivi e patriotici, mentre i nemici vengono spesso rappresentati come esausti e depressi.

## Contenuto

### 1: Sul fronte tedesco
Dopo alcuni mesi dall'inizio della battaglia della Somme i medici tedeschi si occupano dei nemici feriti trasportandoli in un vagone ferroviario adibito ad ambulatorio. Soldati francesi e britannici sfiniti vengono infine portati alla cittadella di Cambrai.
Contrasto fra i soldati alleati, raffigurati come sfiniti e feriti, e i tedeschi, nel pieno delle forze. L'infinito snodarsi di colonne di riserve che sfilano nei loro elmi chiodati marciando attraverso Cambrai; colonne di logistica, di munizioni, di elementi per l'illuminazione e per ponti di barche, unità di mortai Minenwerfer attraversano le località fra Cambrai e Bapaume. Truppe d'assalto tedesche procedono festanti su camion aperti verso il fronte.
"Ferrovieri tedeschi mettono al riparo i profughi francesi dal tiro inconsulto della loro propria artiglieria": sfollati francesi sfilano su carri trainati da cavalli o su treni merci. Rovine di Bapaume.

### 2: I combattimenti a  Bois de Saint-Pierre-Vaast
Soldati tedeschi pongono mine nel bosco, allo scopo di "impensierire il nemico ai fianchi". Attività attorno al ruscello nel bosco, con lancio di granate. Lo scopo, raggiunto dai tedeschi, è di sviare il nemico per poter giungere al luogo designato per l'attacco principale. Dopo l'attacco, gruppi di prigionieri, fra cui truppe coloniali.

### 3: Il combattimento presso Bouchavesnes
I genieri apprestano cariche esplosive in una galleria, collocandone il capo della miccia in una trincea. Preparazione e uso del cannone da campo; ulteriori lanci di granate e preparazioni per l'attacco successivo, che avrà luogo a partire dalle trincee. Dopo l'attacco ("Attacco riuscito. Obiettivo conseguito. Molti prigionieri") una colonna di prigionieri francesi sfila verso il punto di raccolta, dove viene rifocillata con bevande.

## Distribuzione
Il film è uscito a Berlino nel gennaio del 1917. Una comparazione col documentario britannico The Battle of the Somme, che ha preceduto di poco il film, e a cui Bei unseren Helden an der Somme pare essere una risposta, non può che rendere evidente la superiorità del prodotto inglese.
Il film viene ancora mostrato sporadicamente nei cinema o presso alcuni musei.